# Тремоло

нотація тремоло у випадку, коли повторюється (тремолюється) одна нота

нотація тремоло у випадку, коли повторюються (тремолюються) різні ноти

Тре́моло (італ. tremolo букв. «тремтячий») — прийом гри на музичних інструментах, який полягає у багаторазовому швидкому повторенні одного звуку, акорду, або двох звуків, що стоять один від одного більше ніж на один тон (на відміну від трелі).
Тремоло є різновидом мелізму.
Тремоло на одному звуці найбільш властиве струнним та ударним інструментам. На ударних тремоло досягається швидкими ударами паличок по інструменту, на смичкових струнних — швидкими поперемінним рухом смичка, на лютневих струнних — частим защипуванням струни плектром або медіатором. Схожий прийом гри на духовому інструменті називається фрулато.
Є одним з найрозповсюдженіших прийомів грі на гітарі в альтроку та екстремальних жанрах металу. В останньому, задля підсилення ефекту, нерідко супроводжується бласт бітом.
В музичній нотації тремоло позначається кількома рисками, що перетинають вертикальну риску повторюваної ноти або між повторюваними нотами чи акордами.